# François Gérard
François Pascal Simon, baró de Gérard (Roma, 4 de maig de 1779 - París, 11 de gener de 1837) fou un pintor neoclàssic francès.
Va ser un dels pintors més prolífics i celebrats de l'Imperi i la Restauració. La seva conversa amena i l'encant del seu estil van fer que la societat de l'època posés per a ell (com Napoleó, l'emperadriu Josefina, l'emperadriu Maria Lluïsa, Desirée Bernadotte, Madame de Staël, Talleyrand, el Duc de Wellington, etc.).
La seva carrera artística, va continuar durant el regnat de Lluís XVIII, que el va honrar amb la baronia (1819), entrada a l'Institut de França, la Legió d'Honor, entre altres títols i també la seva obra va ser compensada amb una saludable fortuna. El canvi del gust artístic cap a la pintura romàntica i la revolució de 1830 van deprimir el seu esperit i va morir a París el 1837.
Des de 1786, Gérard va ser un dels deixebles predilectes del gran Jacques-Louis David, compaginant l'assistència al taller amb el treball com a gravador per obtenir el necessari per viure. David va aconseguir evitar que Gérard fos cridat a files durant la Revolució Francesa, obtenint un càrrec de jutge al Tribunal Militar. El 1795 es va convertir en el primer rival del seu mestre i protector com a retratista, sorgint també un enverinat enfrontament amb Antoine-Jean Gros.
El seu ràpid gir polític en admetre l'arribada dels Borbons va fer guanyar a Gérard una significativa fama, convertint-se en el pintor oficial de Lluís XVIII, obrint un taller de renom de retrats aparatosos i superficials.
El seu estil entra dins de les coordenades neoclàssiques, diferenciant-se de David en compondre les seves obres amb menys agitació i en emprar unes tonalitats més delicades. A més del retrat, va tractar assumptes mitològics i pintures històriques, obtenint un interessant èxit.

## Algunes obres

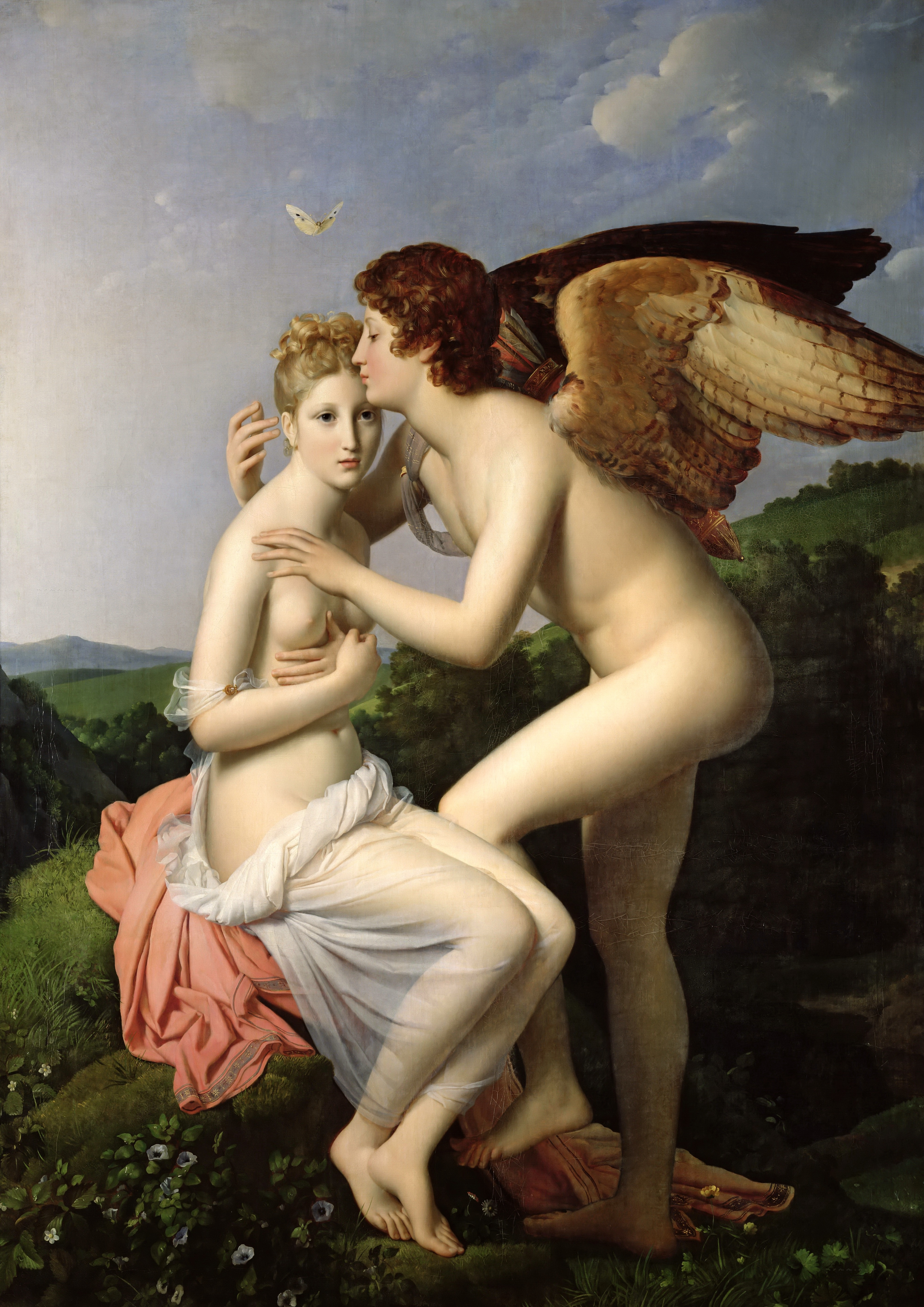
Eros i Psique (1798)
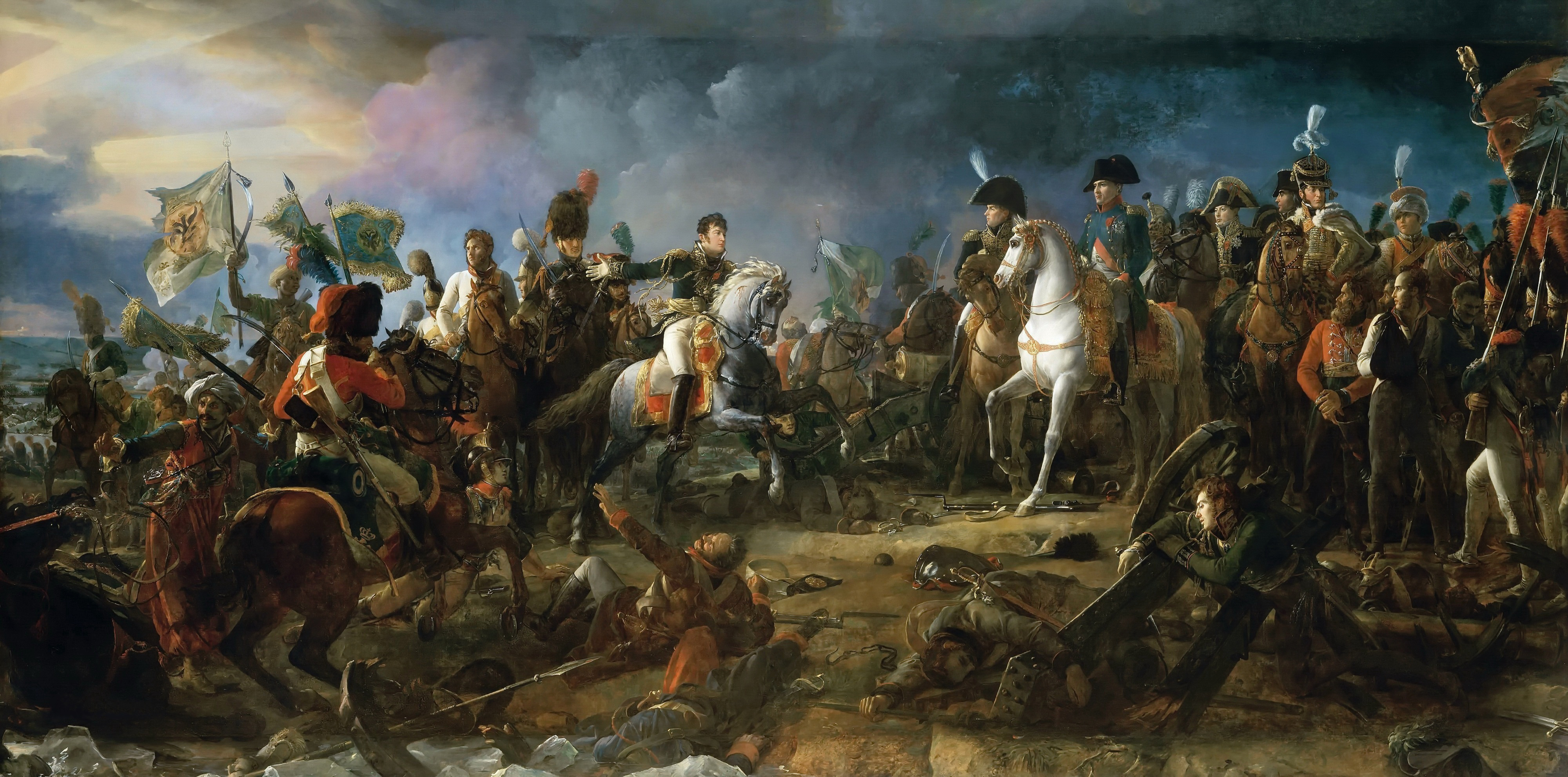
La batalla d'Austerlitz
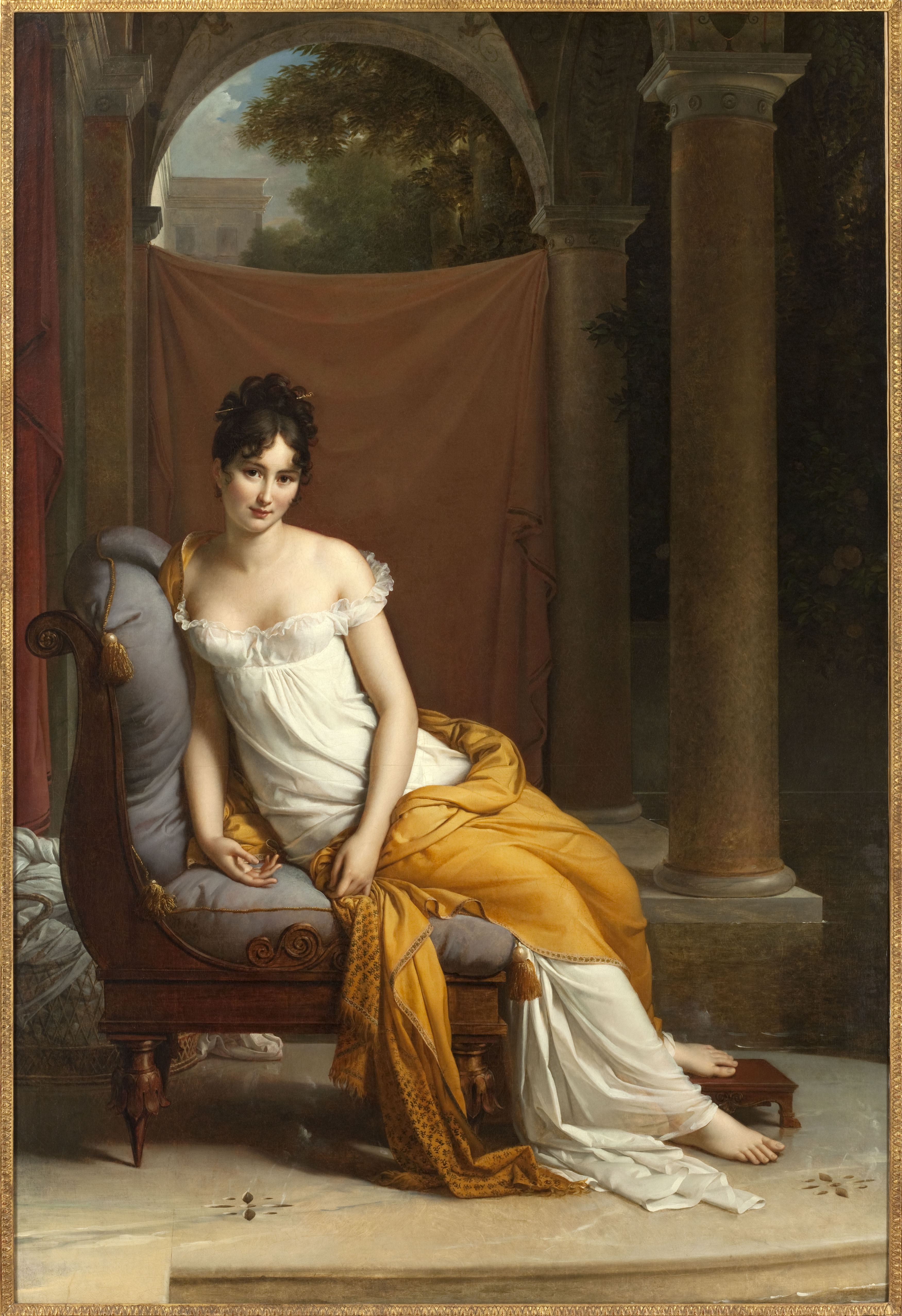
Retrat de Juliette Récamier